# Stracoș
Stracoș – wieś w Rumunii, w okręgu Bihor, w gminie Drăgești. W 2011 roku liczyła 255 mieszkańców.